# Baldario
Baldario fue un monje español del siglo VII, discípulo de San Fructuoso de Braga. Colaboró con su maestro, San Fructuoso, en la primera construcción del Monasterio de San Pedro de Montes, de ahí que varias veces se le nombre como "el albañil Baldario" y se le adjudique un origen berciano. Conocido por sus visiones del Paraíso, que fueron recogidas y transcritas por su superior Valerio del Bierzo.
"Yacía Baldario en el suelo, paciente de una penosa enfermedad, cuando al amanecer el alma salió de su cuerpo. Fue transportada por tres palomas a lo más alto del cielo, más allá de las estrellas. Allí le condujeron a un monte de extraordinaria belleza habitado por innumerables ancianos vestidos de blanco que le llevaron ante la presencia del Señor. Baldario quedó extasiado ante una visión de tan extraordinaria e inefable belleza. Jesucristo dijo a sus acompañantes "Devolvedlo a su cuerpo porque aún no ha llegado su hora.
Así lo hicieron, y cuando regresaban a la tierra cruzaron pasaron junto al Sol, que iba precedido de un ave roja cuya cola se había ennegrecido por el calor abrasador que emanaba del astro. Tras ello, siguieron descendiendo a la tierra, y lentamente pudo Baldario distinguir la figura del mundo entero, con sus mares, sus ríos y sus montañas. Mientras contemplaba todo el espectáculo su alma entraba de nuevo en su cuerpo, que se reanimó repentinamente, justo en el momento en que sus compañeros estaban dispuestos a enterrarle."